# 씨감자
씨감자는 다음해에 다시 심기위한 목적으로 선별한 감자를 말한다. 번식하기 위해서 만든 일종의 종자이다. 감자는 감자를 되심어야 또다시 감자를 생산할 수 있는 특성을 지닌 영양번식작물이다. 따라서 해마다 계속해서 일정양의 감자를 생산하기 위해서는 전년도에 생산된 감자의 10분의 1가량은 저장이 필요하다. 씨감자로 사용될 감자는 가능한 한 각종 병(바이러스, 곰팡이 및 세균병)에 걸리지 않은 깨끗하고 순도가 높은 감자여야 한다. 씨감자는 주로 한지나 고랭지산(産)의 씨감자가 사용하는 것이 좋다.
감자농업을 하는 많은 국가들은 병충해가 없는 무병, 우량품종의 씨감자 대량 생산을 위해 많은 노력을 기울이고 있다. 한국에서는 1989년 한국과학기술연구원(KIST)부설 생명공학연구소의 정혁 박사팀이 미생물에 의한 질병이 전혀 없는 무병 인공 씨감자 대량생산 기술을 개발했으며 이후 상업화에 성공한 바 있다.
한국에서 재배되는 감자의 주요품종은 수미, 대지, 대서, 남작이며, 이중에 가장 많이 재배되는 품종은 ‘수미(秀美 superior)’이다. 수미 이전에는 일본에서 유입된 남작이 가장 많이 재배되었다.

## 종자 구분

### 씨감자
감자는 되심어야 재배,생산할 수 있는 영양번식작물이다. 따라서 해마다 수확량의 일정부분을 저장해야 한다. 씨감자로 사용될 감자는 가능한 한 각종 병(바이러스, 곰팡이 및 세균병)에 걸리지 않은 깨끗하고 순도가 높은 감자여야 한다. 씨감자는 주로 한지나 고랭지산(産)의 씨감자가 사용하는 것이 좋다. 과거에는 농촌진흥청에서 개발한 품종들을 정부 장려품종으로 지정하여 보급하였지만, 2000년대에 종자산업법이 개정된 이래로는 국립종자원에 품종등록을 하고있다. 감자는 벼, 보리, 콩, 옥수수와 함께 국가품종목록등재 5대 작물로 지정되어 있으며 약 40여 품종이 등록되어 있다.

### 인공 씨감자
1991년, 한국 유전공학 연구소 정혁 박사팀이 조직 배양을 통하여 인공 씨감자를 대량으로 생산할 수 있는 기술을 세계 최초로 개발하였다. 기존의 파종은 감자를 쪼개 심어야 하는 불편함이 있었고 씨감자 생산에서 파종까지 6~8개월이란 시간이 소요되었다. 또한 질병 감염 때문에 재배가 그리 쉽지 않고 씨감자는 수분이 많고 무거워 운송도 어렵고 물류비도 많이 드는데다 저장도 어렵다. 이러한 문제점들을 해결하기 위해 개발된 것이 인공 씨감자이다.
자연 씨감자의 대체물로 사용될 인공 씨감자는 조직 배양 기술로 무균 배양 용기 내에서 대량 생산된 감자 줄기를 통해 콩알만한 크기로 생산된 씨감자이다. 크기는 약 0.5~1㎝, 무게는 약 0.5g 정도이며 한번만 증식해도 400g 정도의 감자를 서너 개씩 만들어 낸다. 이론적으로는 1ha 에서 약 25톤 정도의 감자를 생산할 수 있어 단위면적당 50% 정도 생산량을 늘릴 수 있다고 한다.
국내외 17개국에 특허를 출원한 후 상업화를 추진하였으나 1997년에 한국이 IMF 등으로 여러 어려움을 거치며 사업이 좌절되기도 했다. 2016년에 전남 진도군이 인공 씨감자 특화 단지를 조성하며 다시 상용화를 추진하고 있다.

### 휴면성
감자를 수확 직후에 다시 심으면 싹이 나지 않는다. 이는 감자라는 식물이 가지고 있는 휴면성 때문이다. 수확 후 일정 기간이 지나 숙성이 이루어져야 싹을 만드는 능력이 생기는 것이다. 품종과 보관 온도에 따라 다르지만 통상 50~120일 정도의 시간이 지나야 싹을 틔울 수 있다. 이런 감자의 휴면성을 인해 감자 저장이 비교적 수월 해진다. 하지 감자의 경우에 보통은 겨울이나 봄이 되어야 싹이 돋아난다. 또한 발아를 위한 최소 온도는 8℃ 이상이 되어야 한다.

### 재배시기에 따른 구분
재배시기에 따라 1기작용과 2기작용으로 구분할 수 있다. 1기작용은 휴면기간이 길어 1년에 한 번, 즉 봄재배 또는 여름재배에 이용되는 품종이다. 2기작용은 휴면기간이 짧아 1년에 두 번 재배할 수 있다. 한국에서는 대략 50~70일 가량의 휴면기간을 가지는 품종들이 2기작용으로 육성되고 있다. 1기작용 품종으로는 수미, 남작, 조풍, 세풍, 대서, 남서, 자심, 가원, 자서, 신남작, 조원, 가황, 하령, 서홍, 자영, 홍영이 있다. 2기작용으로는 대지, 추백, 추동, 추영, 추강, 고운, 제서, 새봉, 방울 등이 있다.

### 용도에 따른 구분
용도에 따라 식용, 침가공용, 프렌치프라이 가공용 및 전분용으로 나눌 수 있다. 칩 가공용 품종은 감자 덩이 줄기 모양이 둥글고 속색이 흰색이며 건물함량이 높고 환원당 함량이 낮아 감자칩으로 가공하였을 때 칩의 색이 밝은 것이 좋다. 프렌치프라이 용은 건물함량이 높아 튀겼을 때 모양이 구부러지지 않고 색이 밝은 것을 쓴다. 또한 모양이 장원형으로 긴 것을 많이 이용한다. 일반적으로 가공용 감자 품종들은 건물함량이 높고 맛이 좋은 품종들이 많아 식용으로도 많이 이용하고 있다. 전분용 감자는 한국에서는 경제성이 없기 때문에 개발된 것이 없다.
- 식용 : 남작, 수미, 대지, 초풍, 남서, 자심, 자서, 신남작, 조원, 추백, 추동, 추강, 추영, 하령, 서흥, 제서, 자영, 홍영, 방울
- 칩용 : 대서, 가원, 가황, 고운, 새봉, 수미
- 프렌치프라이용 : 세풍

### 숙기에 따른 구분
감자품종은 익는 시기에 따라 조생종, 중생종, 만생종으로 구분할 수 있다. 조생종은 보통 생육기간이 80~95일, 중생종은 95~110일, 만생종은 110일 이상으로 구분한다. 한국은 사계절이 뚜렷한 기후특성상 고랭지 여름재배와 겨울시설재배를 제외하고는 중생종과 만생종이 적합하지 않다.
- 조생종 : 남작, 수미, 조풍, 추백, 가원, 추동, 조원, 가황, 고운, 새봉, 방울
- 중생종 : 대서, 세풍, 남서, 자서, 신남작, 추영, 하령, 서홍, 홍영, 제서
- 만생종 : 자심, 대서, 추강, 자영

## 종자 구입
씨감자는 정부 보급종, 씨감자 주산지의 농협 또는 민간채종회사로부터 구입할 수 있다. 씨감자는 구입한 후 싹틔우기 과정을 거쳐야 하기 때문이 늦어도 파종하기 한 달 전에는 구입하는 것이 좋다. 정부 보급종의 경우 봄에 심을 씨감자는 1~2월에 이장이나 동장을 통하여 신청하면 2~4월에 공급받을 수 있다. 감자 주산지의 농협이나 작목반 또는 민간채종회사로부터 씨감자를 구입할 수도 있는데 구입가격은 보급종보다 다소 비싼편이다.

## 한국의 주요품종

### 남작 (Irish Cobbler)
1876년 미국에서 자주색 조생종인 얼리로즈(Early Rose)의 아조변이(芽條變異)에서 선발된 것으로 추정된다. 이후 영국으로 전파된 후 일본의 가와다(川田) 남작이 영국에서 가져왔다고 하여 '남작(男爵)'으로 불리게 되었다. 한국에는 1930년경 홋카이도(北海道)에서 도입되었다. 현재에는 점차 재배지역이 줄어들고 있다. 잎은 보통 크기이고 꽃은 연한 붉은빛을 띤 자주색이다. 감자(덩이줄기)는 편원형으로 겉껍질이 연한 노란색이고 눈이 깊게 박혀 있다. 육질이 분질성이라서 맛이 좋아 식용에 알맞다. 바이러스병과 감자역병에 약해서 미리 방제하는 것이 중요하다. 극조생종으로 생육기간은 80∼90일이며, 휴면기간은 90∼100일로 길어 가을 재배는 하지 않는 것이 좋다. 저장력이 좋으며 겨울 동안 장기저장할 때에는 통풍을 잘 해주어야 한다. 감자 중 재배역사가 가장 오래된 품종이다. 전국 어디에서나 재배할 수 있다.

### 수미 (Superior)
국내 감자 생산량의 80%를 차지하는 ‘수미(秀美)’는 찐득한 느낌이 드는 점질 감자로 단맛이 나는 것이 특징이다. 1961년 미국에서 육성된 품종으로 한국에는 1975년 도입되었고 1978년 장려품종으로 선정되어 전국으로 보급되었다. 식용 또는 칩 가공용으로 봄과 여름에 재배한다. 한국 전역 어디에서나 재배할 수 있다. 감자잎말림바이러스병과 감자역병에는 약하지만 더뎅이병에도 비교적 강하고 감자모자이크바이러스병에는 특히 강하다.

### 대서 (Dejima)
1971년 일본의 나가사키 시험장에서 북해31호와 운젠을 교배해 육성한 품종으로 한국에는 1976년 도입되어 1978년 장려품종으로 등록된 감자 품종.뿌리가 잘 발달해서 메마른 땅에서도 잘 자란다. 감자(덩이줄기)는 편원형이고 겉껍질과 속살은 연한 노란색이며 눈이 얕게 박혀 있다. 식용 전용 품종이다. 덩이줄기는 바이러스병에는 강하지만 감자역병과 더뎅이병에는 약하다. 중만생종으로 생육기간은 110∼120일이며 휴면기간은 50∼60일로 짧아 봄재배에서 얻은 씨감자를 가을재배에 이용할 수 있다. 겨울재배할 경우에는 고랭지 여름재배에서 얻은 씨감자를 이용하는 것이 좋다. 춘·추작 이기작용으로 재배된다. 남부 지역 평야지대와 해안지대가 재배하기에 알맞다. 주로 칩 가공용으로 이용된다.

## 같이 보기
- 감자